# Bruits de Korotkoff

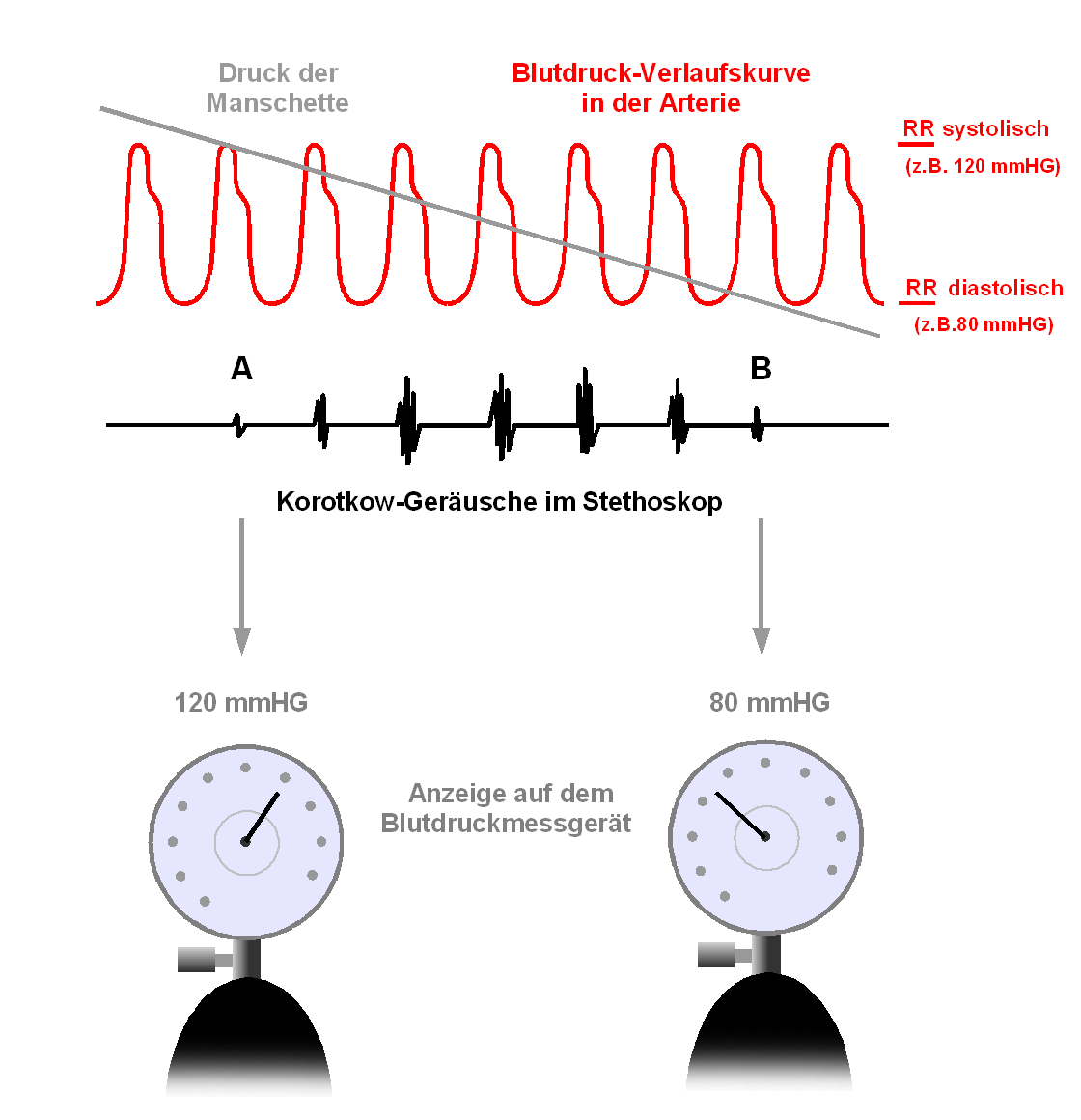
Mesure de la pression artérielle à l'aide de la méthode auscultatoire fondée sur les bruits de Korotkoff.

Les bruits de Korotkoff sont les sons entendus par le professionnel de santé qui mesure la pression artérielle grâce à un tensiomètre et un stéthoscope posé sur l'artère brachiale du patient. Ils portent le nom de Nikolaï Korotkov, un médecin russe, qui présente cette méthode en 1905 à l'académie médicale impériale de Saint-Pétersbourg.

## Description
Les bruits entendus lors de la mesure de la pression artérielle ne sont pas les mêmes que ceux entendus lors de l'auscultation cardiaque, qui sont dus aux valves cardiaques. Chez un patient sans problème artériel, si un stéthoscope est posé en regard d'une artère, aucun son n'est audible. Le flux dû aux battements du cœur est transmis de manière fluide, laminaire, sans turbulence. De la même manière, si le tensiomètre est placé sur le bras du patient et gonflé à une pression supérieure à la pression systolique, alors le sang ne s'écoule plus et aucun son n'est audible.
Si la pression du brassard diminue jusqu'à égaler la pression systolique, on peut entendre le premier bruit de Korotkoff. Le sang passe de manière turbulente et un son est audible.

## Les cinq bruits de Korotkoff
Korotkoff a décrit cinq types de bruits :
1. Le premier bruit est un claquement correspondant à la pression systolique. Le bruit est clair, répétitif sur au moins deux systoles consécutives.
2. Le deuxième bruit est un murmure doux, plus ou moins prolongé, audible entre la pression systolique et la pression diastolique.
3. Le troisième bruit est décrit comme un bruit de coulée brève et intense.
4. Le quatrième bruit, environ 10 mmHg au-dessus de la pression diastolique, est décrit comme sourd et doux.
5. Le cinquième bruit est le silence auscultatoire quand la pression du brassard atteint la pression diastolique.

Les deuxièmes et troisième bruits n'ont pas de signification clinique.